# Walter Panhofer

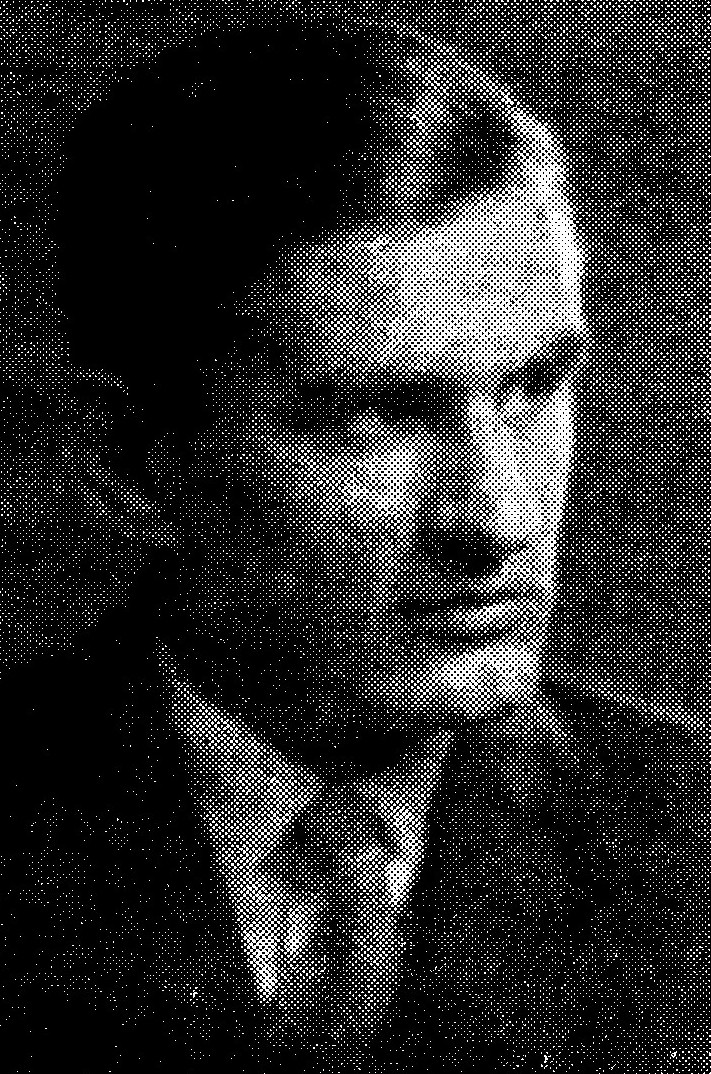
Walter Panhofer, um 1940

Walter Panhofer (* 3. Jänner 1910; † 23. April 2003 in Wien) war ein österreichischer Pianist und Klavierpädagoge.

## Leben und Wirken
Panhofer studierte bei Franz Schmidt, Friedrich Wührer sowie Walter Gieseking. Anschließend trat er als Kammermusiker u. a. mit Willi Boskovsky wiederholt an die Öffentlichkeit, weiters u. a. als Solist der Wiener Philharmoniker und Wiener Sinfoniker sowie bedeutender Orchester Londons. Als vielseitiger Kammermusiker konzertierte er auch mit dem berühmten Lehrer Friedrich Guldas, Bruno Seidlhofer. Mit ihm spielte er die Uraufführung der Klavierfassung Seidlhofers von Bachs „Kunst der Fuge“ in Berlin. Panhofer spielte auch bei Decca (London) eine Reihe von Kammermusik-Schallplatten ein, welche heute jedoch im Handel vergriffen sind. Er war mehrere Jahrzehnte ordentlicher Professor für Klavier und Klavierkammermusik an der Hochschule für Musik und Darstellende Kunst in Wien, heute Universität für Musik und darstellende Kunst in Wien. Sein Unterricht war in erster Linie eine Schule des Hörens, wobei er diesbezüglich stark von der „Leimer-Gieseking-Methode“ seines letzten Lehrers Gieseking geprägt war. Zu seinen bekanntesten Schülern zählen Pianisten bzw. Pädagogen wie Peter Effler, Marialena Fernandes, Michael Hrubý, Gottfried Hemetsberger, Igo Koch und Ugo Cividino. Panhofer wurde am Wiener Zentralfriedhof bestattet. Im Jänner 2010 veranstaltete die Universität Wien ein Gedenkkonzert zu seinem 100. Geburtstag.